# Семюел Джонсон (ганський футболіст)
Семюел Джонсон (англ. Samuel Johnson, нар. 25 липня 1973, Аккра) — ганський футболіст, що грав на позиції півзахисника, зокрема за клуб «Фенербахче», а також національну збірну Гани.

## Клубна кар'єра
У дорослому футболі дебютував 1991 року виступами на батьківщині за команду «Гартс оф Оук», в якій провів чотири сезони. 
Згодом з 1995 по 1998 рік грав за грецьку «Каламату» та бельгійський «Андерлехт».
1998 року перебрався до Туреччини, де протягом сезону грав за «Ґазіантепспор», після чого перебрався до «Фенербахче». Відіграв за цю стамбульську команду наступні чотири сезони своєї ігрової кар'єри. Більшість часу, проведеного у складі «Фенербахче», був основним гравцем команди. 2001 року виборов титул чемпіона Туреччини.
Протягом 2003—2004 років знову грав за «Ґазіантепспор», а завершував ігрову кар'єру у «Кайсеріспорі», за який виступав до 2007 року.

## Виступи за збірну
1994 року дебютував в офіційних матчах у складі національної збірної Гани.
У складі збірної був учасником чотирьох Кубків африканських націй: 1994 року в Тунісі, 1996 року в ПАР, 1998 року в Буркіна Фасо, а також 2000 року в Гані та Нігерії.
Загалом протягом десятирічної кар'єри в національній команді провів у її формі 41 матч, забивши 4 голи.

## Титули і досягнення
- Чемпіон Туреччини (1):

«Фенербахче»: 2000-2001